# Epiplatys azureus
Epiplatys azureus är en fiskart som beskrevs av Berkenkamp och Etzel, 1983. Epiplatys azureus ingår i släktet Epiplatys och familjen Nothobranchiidae. Inga underarter finns listade i Catalogue of Life.